# Styliani Pilatou
Styliani „Stella“ Pilatou (griechisch Στυλιανή «Στέλλα» Πιλάτου, * 28. März 1980 in Iraklio) ist eine ehemalige griechische Leichtathletin, die sich auf den Weitsprung spezialisiert hat. Ihren größten Erfolg feierte sie mit dem Vizehalleneuropameistertitel im Weitsprung 2005 in Madrid.

## Sportliche Laufbahn
Erste internationale Erfahrungen sammelte Styliani Pilatou vermutlich im Jahr 1998, als sie bei den Junioren-Balkan-Meisterschaften in Istanbul mit 6,03 m den vierten Platz im Weitsprung belegte und im Dreisprung mit 12,22 m die Bronzemedaille gewann. Im Jahr darauf schied sie bei den Junioreneuropameisterschaften in Ljubljana mit 5,83 m in der Weitsprungqualifikation aus und belegte im Dreisprung mit 13,13 m den sechsten Platz. 2001 siegte sie mit 6,65 m im Weitsprung bei den Balkan-Hallenmeisterschaften in Piräus und im Juli belegte sie bei den U23-Europameisterschaften in Amsterdam mit 6,06 m den siebten Platz. Anschließend gelangte sie bei der Sommer-Universiade in Peking mit 6,48 m auf den fünften Platz, ehe sie bei den Mittelmeerspielen in Tunis mit 6,41 m die Silbermedaille hinter der Spanierin Concepción Montaner gewann. Im Jahr darauf belegte sie bei den Halleneuropameisterschaften in Wien mit 6,57 m den fünften Platz und im August gelangte sie bei den Freiluft-Europameisterschaften in München mit 6,58 m auf Rang sechs. 2003 siegte sie mit 6,80 m bei den Balkan-Hallenmeisterschaften in Athen und anschließend belegte sie bei den Hallenweltmeisterschaften in Birmingham mit 6,47 m den sechsten Platz. Im August schied sie dann bei den Freiluft-Weltmeisterschaften nahe Paris mit 6,21 m in der Qualifikationsrunde aus. Im Jahr darauf verteidigte sie bei den Balkan-Hallenmeisterschaften in Peania mit 6,66 m ihren Titel im Weitsprung und kurz darauf verpasste sie bei den Hallenweltmeisterschaften in Budapest mit 6,53 m den Finaleinzug. Im Sommer nahm sie an den Olympischen Sommerspielen in Athen teil und schied dort mit 6,42 m in der Qualifikationsrunde aus.
2005 siegte sie mit 6,62 m bei den Balkan-Hallenmeisterschaften in Peania, ehe sie bei den Halleneuropameisterschaften in Madrid mit 6,64 m die Silbermedaille hinter der Portugiesin Naide Gomes gewann. Im Juli siegte sie dann mit 6,54 m auch bei den Balkan-Meisterschaften im Freien in Novi Sad. Im Jahr darauf verteidigte sie bei den Balkan-Hallenmeisterschaften in Peania mit 6,66 m ihren Titel und belegte anschließend bei den Hallenweltmeisterschaften in Moskau mit 6,50 m den siebten Platz. 2007 gewann sie bei den Studentenweltspielen in Bangkok mit 6,52 m die Bronzemedaille hinter der Kasachin Olga Rypakowa und Jelena Alexandrowna Sokolowa aus Russland. Im Jahr darauf gewann sie bei den Balkan-Hallenmeisterschaften in Athen mit 6,29 m die Silbermedaille hinter der Serbin Ivana Španović. Im Juli sicherte sie sich dann bei den Freiluft-Balkan-Meisterschaften in Argos Orestiko mit 6,55 m die Silbermedaille hinter der Rumänin Viorica Țigău. 2009 beendete sie dann ihre aktive sportliche Karriere im Alter von 29 Jahren.
In den Jahren 2001, 2002 und 2008 wurde Pilatou griechische Meisterin im Weitsprung im Freien sowie von 2004 bis 2006 und 2008 auch in der Halle. Zudem wurde sie 2000 Hallenmeisterin im Dreisprung.

## Persönliche Bestleistungen
- Weitsprung: 6,80 m, 4. März 2003 in Athen
- Dreisprung: 13,28 m, 19. Februar 2000 in Piräus